# Coelidia gladia
Coelidia gladia är en insektsart som beskrevs av Nielson 1983. Coelidia gladia ingår i släktet Coelidia och familjen dvärgstritar. Inga underarter finns listade i Catalogue of Life.